# René Lunden
René Henri Théophile Florent Marie Joseph de Lunden (Bruxelles, 2 giugno 1902 – Chichester, 3 aprile 1942) è stato un bobbista belga, campione mondiale nel bob a due a Sankt Moritz 1939, unico titolo iridato vinto da un equipaggio belga in qualsiasi disciplina del bob.

## Biografia
Proveniente da una famiglia nobiliare belga e in possesso del titolo di barone, Lunden gareggiò nella seconda metà degli anni trenta come pilota per la squadra nazionale belga.
Partecipò ai Giochi olimpici invernali di Garmisch-Partenkirchen 1936, dove si classificò all'ottavo posto sia nel bob a due che nel bob a quattro.
Prese inoltre parte ad almeno una edizione dei campionati mondiali, conquistando la medaglia d'oro nel bob a due a Sankt Moritz 1939 in coppia con Jeans Coops. Fu l'unico titolo iridato vinto da un equipaggio belga in qualsiasi disciplina del bob.
Allo scoppio della Seconda guerra mondiale, Lunden prestò servizio prima nella cavalleria e poi nell'aviazione belga; quando la Germania invase il Belgio nel 1940, egli si arruolò nella Royal Air Force britannica come navigatore. Nel 1942, di ritorno da una missione in Francia, il suo bombardiere Douglas Boston Mk III si schiantò sulla pista di atterraggio; Lunden venne trasportato all'ospedale di Chichester ma morì poco dopo il suo arrivo.

## Palmarès

### Mondiali
- 1 medaglia:
  - 1 oro (bob a due a Sankt Moritz 1939).